# Ирина Кривко
Ирина Кривко (на беларуски: Ірына Крыўко; род. 30 юли 1991 година, в Сенно, Витебска област, Белоруска ССР, СССР) е беларуска биатлонистка, олимпийска шампионка през 2018 година в женската щафета, участничка в Световната купа по биатлон в състава на националния отбор на Беларус, както и европейска шампионка.

## Биография
Ирина Кривко е родена в град Сенно, Витебска област. Родителите на Ирина тъкмо са се развели, затова тя и брат ѝ Виктор биват възпитани само от майка им. По думите на бъдещата олимпийска шампионка, в спорта я довежда един нещастен случай. Домът им изгаря, когато Ира е още в началното училище, и семейството е принудено да се премести в общежитие, което се намира до тренировъчната база на биатлонистите. Кривко обаче не бърза да се запише.
В пети клас внимание ѝ обръща учителката по физическо Валентина Гордецкая, бивша биатлонистка, която я завежда при треньора на спортната школа Валерий Михайлович Лекторов. Така на 11 годинки, Ирина Кривко попада в биатлона. Както самата тя казва, в спорта попада достатъчно късно, затова, когато всички вече са били твърде уверени на ските, Ира постоянно пада. Но упорството, трудолюбието и работоспособността се отплащат още с първите състезания. В семейството на Кривко не е имало спортисти преди това. Нейният пример вдъхновява брат ѝ Виктор (по-млад с 4 години), който също става биатлонист и участва в състава на националния отбор на Беларус за Световната купа.

## Успехи
Олимпийски игри:
- Шампион (1): 2018

Европейско първенство:
- Шампион (1): 2014
  -  Бронзов медал (1): 2014

Световно първенство за юнши и девойки:
- Сребърен медал (1): 2009
  -  Бронзов медал (3): 2010, 2011, 2012

### Олимпийски игри
| Олимпиада      | Индивидуално | Спринт | Преследване | Масов старт | Щафета | Смесена щафета |
| -------------- | ------------ | ------ | ----------- | ----------- | ------ | -------------- |
| 2018 Пьонгчанг | 36-о         | 17-о   | 17-о        | 26-о        | Злато  | -              |